# 찻집 (희곡)
《찻집》(중국어: 茶馆)은 라오서의 희곡으로 중국의 역사적 운명을 함축적으로 보여주는 비극이다.

## 소개
＜찻집＞은 1890년대 말부터 시작해서 약 50여 년간의 중국 근현대사에서, 청나라 말기와 중화민국 초기 및 중일 전쟁 승리 이후의 중요한 세 역사 시기를 배경으로 하여 조정의 부패함과 제국주의의 침략, 군벌 혼전, 중국 국민당의 부패한 통치와 이로 생긴 백성들의 고통을 그려내고 있다. 벼슬아치, 자본가, 상인, 농민, 경찰 등 찻집을 출입하는 온갖 부류의 인간들의 운명과 그들 상호 간의 관계를 통해 시대와 역사 발전의 추세가 가감 없이 묘사된다. 라오서는 이 작품을 통해 찻집이라는 사회를 분석해 세 시대의 죄악상을 장사 지내고 구시대를 매장함으로써 광명의 도래를 암시하고자 했다. 구체적으로 작가는 한 막에 하나의 시대를 담아 50여 년에 걸친 사회의 모습과 인물의 운명을 펼쳐 보인다.
＜찻집＞은 1958년 베이징 인민예술극장에서 초연된 이래 최근에 이르기까지 여러 차례 공연되었다. 1980년에는 프랑스와 독일 및 스위스 등지에서도 공연되었는데, 당시 공연은 중국의 희곡이 외국에서 공연된 첫 번째 사례로 기록되기도 했다. 이후에도 ＜찻집＞은 우리나라를 비롯한 세계 각지에서 공연되었고, 중국 국내는 물론이고 해외에서도 많은 호평을 받을 정도로 중국 현대 희곡을 대표하는 작품이 되었다.
이 작품의 이야기는 매번 희극적 상황을 보여준다. 하지만 희극적 상황 속에 있는 주인공들의 표정은 밝을 수가 없다. 우스꽝스러운 관리의 엉뚱한 행동은 웃음을 자아낼 만하지만, 전혀 우습지가 않다. 지금 우리 주변에 있는 희극적 상황과 똑같기 때문이다. 희극적 상황이 현실이 되어버렸을 때, 우리는 비극을 알게 된다. 나라를 사랑하지만, 사랑받지 못한다는 외침이 우리 서민들의 외침과 다르지 않다. “나는 우리나라를 사랑하오. 하지만 나는 누가 사랑해 준단 말이오?”
인용: 신진호 옮김, 2009, 지만지, ISBN 978-89-6228-323-5

## 우리말 번역
- 오수경 옮김, 민음사, 2021년 12월 17일
- 신진호 옮김, 지만지 드라마, 2019년 8월 1일